# میشل مرسیه
میشل مرسیه (فرانسوی: Michèle Mercier‎؛ زادهٔ ۱ ژانویهٔ ۱۹۳۹) بازیگر اهل فرانسه است. وی از سال ۱۹۵۷ میلادی تاکنون مشغول فعالیت بوده‌است.
از فیلم‌ها یا برنامه‌های تلویزیونی که وی در آن نقش داشته‌است، می‌توان به ارکستر سرخ، آوای وحش، به پیانیست شلیک کن، از عجایب علاءالدین، یک رابطه همه‌جانبه، قدیمی‌ترین حرفه و زیبایی زنان اشاره کرد.